# Вимоль
Вимоль (словен. Vimolj) — поселення в общині Костел, регіон Південно-Східна Словенія, Словенія. Висота над рівнем моря: 475,1 м.